# فضيحة الفساد في تركيا 2013
فضيحة الفساد في تركيا 2013، تشير إلى التحريات الجنائية المتورط فيها عدد من الشخصيات البارزة في الحكومة التركية. الأشخاص الـ52 الذين اعتقلوا في 17 ديسمبر كانوا على صلة بعدة طرق مع حزب العدالة والتنمية الحاكم من بينهم سليمان أصلان، مدير بنك خلق المملوك للدولة، رجل الأعمال الإيراني رضا ضراب، وعدد من أعضاء مجلس الوزراء بتهم الرشوة، الفساد، التزوير،الغش غسيل الأموال وتهريب الذهب.
كان في قلب الفضيحة مخطط «الغاز مقابل الذهب» المزعوم مع إيران، وتورط فيه أصلان، الذي كان يحتفظ بمبلغ 4.5 مليون دولار نقداً مخزنة في صناديق أحذية بمنزله، وضراب، الذي تورط في صفقة ذهب قيمتها 9.6 مليار دولار في 2012. تم اعتقال كليهما. بدأ تطبيق المخطط بعد أن وجد مسئولون في الحكومة التركية ثغرة في العقوبات الأمريكية ضد إيران سمحت لهم بالحصول على النفط والغاز الإيراني. صدر الأتراك إلى إيران ذهب قيمته 13 مليار دولار بشكل مباشر، عن طريق الإمارات العربية المتحدة، ما بين مارس 2012 ويوليو 2013. في المقابل، حصل الأتراك على الغاز الطبيعي والنفط الإيراني. تمت المعاملات المالية عن طريق بنك خلق المملوك للحكومة التركية. في يناير 2013، قرّرت إدارة أوباما سد هذه الثغرة لكن بدلاً من تحميل بنك خلق المسئولية، سمحت الحكومة الأمريكية باستمرار أنشطة تجارة الذهب حتى يوليو 2013، لأن تركيا كانت حليفاً هاماً للولايات المتحدة فيما يخص السياسة الأمريكية في الحرب الأهلية السورية، وعملت الولايات المتحدة على إبرام الصفقة النووية مع إيران.
عند اندلاع الفضيحة، كان رئيس الوزراء في ذلك الوقت، رجب طيب أردوغان (رئيس تركيا حالياً)، في جولة خارجية في باكستان، الذي اعتبره المحللون أنه غير رد فعل حزب العدالة والتنمية أو أثر عليه بالأشرطة التي تم تسريبها لهم في وقت كان فيه أردوغان يقوم بجولة لدى حليف رئيسي في الخارج (باكستان).

## تحريات الشرطة والإدعاءات
في 17 ديسمبر 2013،احتجزت إدارة الأرباح الجنائية في مديرية أمن إسطنبول 47 شخص من بينهم بريش غولر، كائن شاغليان واوغوز بيرقتار، وهم أبناء الوزراء الأتراك، معمر غولر، (وزير الداخلية)، محمد ظافر شاغليان (وزير الاقتصاد)، وأردغان بيرقتار (وزير البييئة والتخططي العمراني)، بالإضافة لمصطفى دمير، عمدة بلدية فاتح ورجل الأعمال علي أغا اوغلو؛ سليمان أصلان، المدير العام لبنك خلق ورجل الأعمال الإيراني-الآذري رضا ضراب. تم اعتقال ديمر بتهمة الموافقة على رخصة البناء لفندق بالقرب من خط سكة الحديد مرمراي الذي تم افتتاحه مؤخراً على الرغم من تحذريات المهندسين اليايانيين من أن بناء الفندق يمكن أن يعرض النفق لخطر الانهيار.
كذلك إغمن باغش، وزير الشؤون الاوروپية، الذي ورد ذكره في مقالات صحفية بأنه مشتبه بتقاضي رشوة من رضا ضراب الذي لديه معاملات تجارية مع بابك زنجاني.
صادرت الشرطة 17.5 مليون دولار من الأموال المستخدمة في الرشوة أثناء التحقيقات؛ عثر على 14.5 مليون دولار عثر عليه في مقر إقامة سليمان أصلان، 800.000 دولار لدى بريش غولر. اتهمت النيابة العامة 14 شخص منهم باريش غولر، كعان شاغليان، سليمان أصلان ورضا ضراب، بالرشوة، غسيل الأموال، وتهريب الذهب. في 21 ديسمبر، أمرت المحكمة بالقبض على الأربعة عشر شخص.
في أواخر ديسمبر، نشرت صحف حريات ويني شفق تعليقات لأردغان يعلن فيها اعتقاده بأنه هو الهدف النهائي من تهم الفساد والرشوة الموجهة لحلفائه. صرح رئيس الوزراء التركي للصحفيين أن أي شخص يحاول الزج به في الفضية «سيغادر خالي الوفاض». قام أردغان بتعديل وزاري في 25 ديسمبر، مستبدلاً 10 وزراء بعد ساعة من اعتقال ثلاثة من وزرائه، الذي أنكر أبناؤه أي علاقة تربطهم بهم. 

## رد فعل الحكومة
منذ بداية التحقيق، بدأت حكومة حزب العدالة والتنمية بعملية تطهير في الشرطة؛ إقالة العشرات من قادة الشرطة، أشهرهم حسين شابكين، رئيس شرطة إسطنبول. وزارة الداخلية ووزارة العدل شهدت أيضاً تغييرات في أنظمتها، حيث أجبروا قوات الأمن على إخبار رؤسائهم بتحركاتهم في جميع الأوقات. قوبل هذا بنقد من اتحاد نقابة المحامين التركية، الذي قام أيضاً برفع قضية في مجلس الدولة التركي. في يوم 27 ديسمبر قان مجلس الدولة بإلغاء تلك التعديلات مما أدى لخيبة أمل لرئيس الوزراء أردوغان.
مصادر معارضة مختلفة أتهمت الحكومة بمحاولة التأثير على النظام القضائي والتدليس على الفساد. من بينها البرلماني أقطاي فورال من حزب الحركة االقومية. اندلع جدال ساخن حول نشر تسجيلات صوتية على موقع يوتيوب والذي يسمع فيه صوت أردوغان يعطي تعليمات لإبنه بلال بالتخلص من ملايين الدولارات بشكل عاجل، أردوغان أدعى أن الفيديو مفبرك لكن خبراء في المونتاج شككوا في مزاعم أردوغان.
حسب حسين شلق، المتحدث الرسمي باسم الحكومة، هناك أربع وزراء خاضعون للتحقيق عرضوا استقالتهم على رئيس الوزراء إردوغان في 22 ديسمبر.
وصف إردوغان التحقيقات بأنها مؤامرة دولية وتعهد بالانتقام من حركة فتح الله كولن. كان هناك عداء بين إردوغان وكولن لبعض الوقت: هاكان شوكور، الذي عادة ما يوصف على أنه تابع لكولن، استقال من منصبه في حزب العدالة والتنمية في 16 ديسمبر. هدد إردوغان أيضاً فرانسس رتشاردوني، السفير الأمريكي في تركيا، بالطرد.
ترك أردوغان البلاد في زيارة رسمية لباكستان في 23 ديسمبر في الوقت الذي كانت الفضيحة تتصدر عناوين الصحف.
محمد مسير، رئيس ديوان وزارة الصحة، استقال بعدما وجهت إليه اتهامات بالرشوة في 24 ديسمبر.
معمر غولر (وزير الداخلية) وظافر شاغليان (وزير الاقتصاد)، تم القبض على إبنيهما في قضية الفساد، وتقدما بالاستقالة صباح 25 ديسمبر. بعد الظهر، إردوغان بيرقدار (وزير البيئة والتخطيط العمراني) استقال من منصبه كوزير وكعضو في البرلمان. قال بيراقتار أنه لم يفعل هذا إلا بعد أن أُجبر على الاستقالة، وأن رئيس الوزراء رجب طيب إردوغان يجب عليه أن يستقيل أيضاً، زاعماً أنه قام بكل شيء بموافقة رئيس الوزراء.

إدريس نعيم شاهين، وزير الداخلية السابق، استقال من حزب العدالة والتنمية في 25 ديسمبر. قال أن حملة الحكومة على جهاز الشرطة والنظام القضائي يمكن تفسيرها بأن بسبب أو أنها تطبيق للقانون والعدل.
مُنع 450 من رجال الشرطة في إدارة الجرائم المالية من دخول المقر الرئيسي لشرطة إسطنبول.
إردال كالكان، عضو البرلمان في دائرة إزمير الانتخابية من حزب العدالة والتنمية الحاكم استقال من الحزب في 26 ديسمبر بسبب القضية الدائرة. هالوك اوزدالغا، برلماني آخر في دائرة أنقرة الانتخابية، استقال من حزب العدالة والتنمية لنفس السبب.

### التعديل الوزاري
في خطاب صحفي عشية 25 ديسمبر، أعلن رئيس الوزراء رجب طيب أردغان عن تعديل وزاري لعشرة وزارات في في حكومته في ضوء الفضيحة، قائلاً أن التعديل هو لتغيير 3 وزارء استقالوا صبيحة ذلك اليوم، وآخرين ينوون الترشح لمناصب عمودية في الانتخابات البلدية في مارس 2014. وقد طال التغيير وزير الاتحاد الأوروبي وكبير المفاوضين إغمن باغش، الذي طالتهم الفضيحة.

 التغييرات الوزارية هي:
- أمر الله اشلر – نائب رئيس الوزراء – ليحل محل بكر بوزداغ (انظر المدخل أدناه)
- بكر بوزداغ – وزير العدل – ليحل محل سعد الله إرغن
- عائشة نور إسلام – وزيرة المرأة والمجتمع – لتحل محل فاطمة شاهين
- نهاد زيبكجي – وزير الشؤون الاقتصادية – ليحل محل محمد ظافر شاغليان (الذي استقال)
- إدريس غولوج – وزير البيئة والتخطيط العمراني – حل محل أردغان بيرقدار (الذي استقال)
- عاكف شاغاتاي كلتش – وزير الشباب والرياضة – ليحل محل سعاد كلتش
- أفكان آلا – وزير الداخلية – ليحل محل معمر غولر (الذي استقال)
- لطفو علوان – وزير النقل والمواصلات – ليحل محل بن علي يلدرم
- فكري إيشيق – وزير العلوم والصناعة والتكنولوجيا – ليحل محل نهاد إرغون
- مولود جاويش أوغلو – وزير شؤون الاتحاد الاوروبي – ليحل محل إغمن باغش

## جدل آخر
في 24 ديسمبر، بدأ تداول تسجيل آخر يظهر فيه علي أردوغان، ابن شقيق والحارس الشخضي لرئيس الوزراء أردوغان، يعطي تعليمات على مفوض الشرطة ليعامل المعتقلين الذين خرجوا للاحتجاج على عمه، معاملة سيئة وعندما رفض ذلك، ألقى عليه سيلاً من السباب.
في 23 ديسمبر، حقان يوكسكداغ البالغ من العمر 35، مفوض الشرطة في إدارة الجرائم المنظمة في مديرية أمن محافظة أنقرة عثر عليه ميتاً في سيارته. شكك أقاربه جدلاً حول الرواية الرسمية بأنه انتحر.
في 24 ديسمبر، عبدي ألطونيك، مساعد رئيس الشرطة في محافظة إسبرطة، عثر عليه منتحراً.
في 30 ديسمبر، ألقى القبض على بابك زنجانی شريك ضراب في إيران.